# Joëlle Elvinger
Pour les articles homonymes, voir Elvinger.
Joëlle Elvinger, née le 6 janvier 1980 à Luxembourg (Luxembourg), est une avocate et femme politique luxembourgeoise, membre du Parti démocratique (DP).

## Biographie

### Origines familiales
Joëlle Elvinger est la fille de René Elvinger, un industriel luxembourgeois, président de Cebi International. Elle siège d'ailleurs au sein du conseil d’administration du groupe. En ce qui concerne la politique, son père s'engage dans la Jeunesse démocratique et son oncle est membre du conseil communal de Walferdange. 

### Études et formations
Elle est titulaire d'une maîtrise en droit des affaires de l'université Aix-Marseille III et d'un Master of Laws de la Queen Mary University of London.

### Carrière politique
Candidate pour la première fois aux élections communales du 9 octobre 2005, elle est tout de suite élue au conseil communal de Walferdange où elle devient échevin en 2011. Le 18 janvier 2016, elle est assermentée en tant que bourgmestre de la commune, fonction venue à terme le 30 novembre 2017.
À la suite des élections législatives anticipées du 20 octobre 2013 et de la nomination de Corinne Cahen au sein du gouvernement centriste dirigé par Xavier Bettel, Joëlle Elvinger fait son entrée à la Chambre des députés pour la circonscription Centre où elle représente le Parti démocratique (DP). Rapporteuse du budget pour l'année 2018, elle est notamment membre de la Commission des Finances et du Budget, de la Commission des Comptes et de la Commission du Travail, de l'Emploi et de la Sécurité sociale.
En novembre 2019, elle est élue pour remplacer Henri Grethen à la Cour des comptes de l'Union européenne à Luxembourg dès le 1er janvier 2020. La députée laisse son siège à la Chambre à Claude Lamberty et son mandat communal à Elisabeth Gallinaro.